# Heinrich Graf von Einsiedel
Heinrich Graf von Einsiedel (26 de julio de 1921 - 18 de julio de 2007) fue un periodista, político y as alemán de la Segunda Guerra Mundial.

## Biografía
Einsiedel, bisnieto del canciller de hierro Otto von Bismarck, nació en Potsdam, Brandeburgo, Nació como el hijo menor de Herbert von Einsiedel (1885-1945) e Irene von Bismarck-Schönhausen (1888-1982). Sus padres se divorciaron al año 1931.

### Segunda Guerra Mundial
En la Segunda Guerra Mundial, Einsiedel sirvió como piloto de caza alemán, inicialmente en el frente occidental, volando sobre un caza monoplaza Messerschmitt Bf 109 . Participó en las operaciones de escolta de los cruceros Scharnhorst, Gneisenau y Prinz Eugen mientras realizaban la operación Cerberus en 1942. Von Einsiedel reclamó dos de los seis Fairey Swordfish del Escuadrón N ° 825 Fleet Air Arm, que realizaron un ataque de torpedo de bajo nivel sin éxito. En una ocasión fue derribado y aterrizó cerca de la ciudad de Róterdam en otra sobre el canal de la mancha y fue rescatado.
En junio del año 42 von Einsiedel fue transferido a Jagdgeschwader 3 en el Frente Ruso para la próxima ofensiva contra Stalingrado. Durante las siguientes seis semanas, afirmó que 33 aviones rusos fueron derribados, incluidos cuatro bombarderos Petlyakov Pe-2 en el espacio de seis minutos el día 20 de agosto. Fue galardonado con la Cruz Alemana de Oro.
El 30 de agosto de 1942, durante un combate con las 'Ratas' rusos como el les decía, se vio obligado a desembarcar y fue capturado por las fuerzas terrestres rusas, convirtiéndose en prisionero de guerra en la Unión Soviética . Las autoridades soviéticas pronto se dieron cuenta de que el piloto era un miembro bien conectado de la nobleza alemana y, por lo tanto, un arma de propaganda potencialmente valiosa. Al ser capturado, von Einsiedel se negó a divulgar información militar a sus captores. Sin embargo, finalmente accedió a enviar una carta abierta a casa indicando que estaba siendo tratado correctamente y que Alemania iba a perder la guerra, y que su bisabuelo Otto von Bismarck nunca habría invadido Rusia.
Se convirtió en miembro fundador, vicepresidente y comisario de propaganda del Comité Nacional por una Alemania Libre y dirigió una unidad de propaganda que transmitía y distribuía folletos a las fuerzas alemanas.

## Premios
- Cruz alemana dorada, el 25 de agosto de 1942.

## Literatura
- Heinrich Graf von Einsiedel, Joachim Wieder: Stalingrad und die Verantwortung des Soldaten ,ISBN 3-7766-1778-0 (alemán)
- Heinrich Graf von Einsiedel: Tagebuch der Versuchung. 1942 - 1950, 1950; Libro de bolsillo de Ullstein (1985):ISBN 3-548-33046-0 (alemán)
- Heinrich Graf von Einsiedel: Der Überfall, Hoffmann und Campe 1984,ISBN 3-455-08677-2 (alemán)